# Anton Paul Wagner

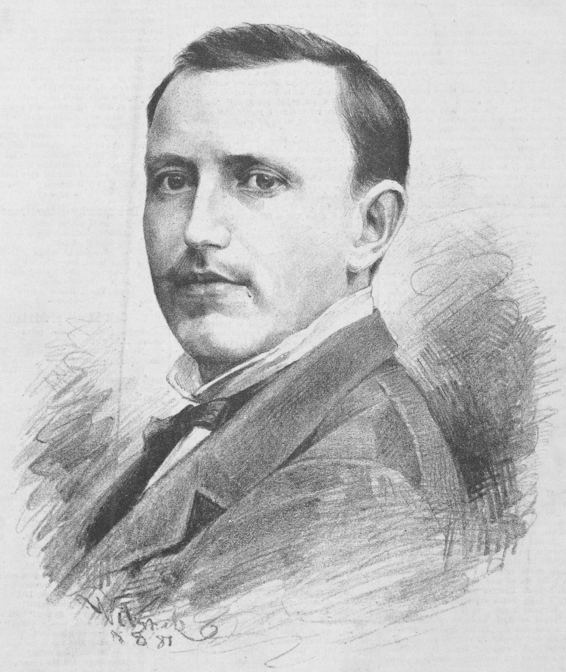
Anton Paul Wagner (1881)

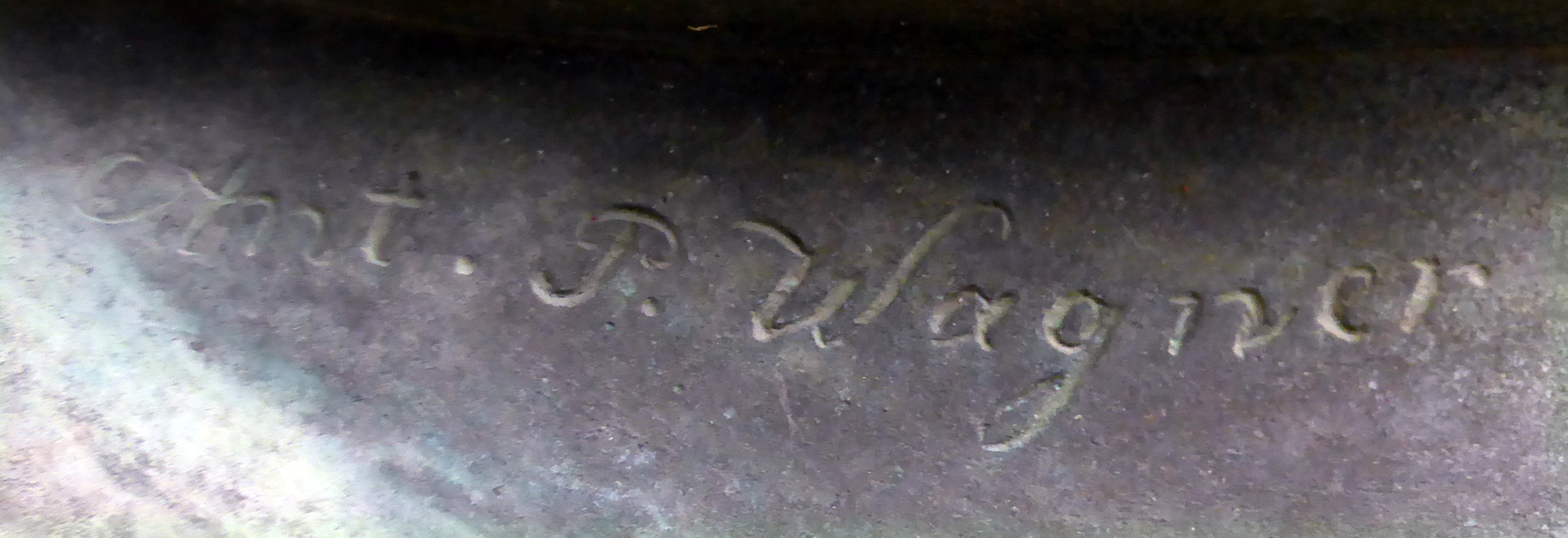
Künstlersignatur Ant. P. Wagner

Anton Paul Wagner, tschechisch  Antonín Pavel Wagner (* 3. Juli 1834 in Königinhof an der Elbe, Böhmen; † 26. Januar 1895 in Wien) war ein österreichischer Bildhauer.

## Leben
Anton Paul Wagner, ab 1851 Schüler von Joseph Max in Prag, ließ sich 1857 in Wien nieder und studierte bis 1864 an der dortigen Akademie der bildenden Künste Wien bei Franz Bauer. Es folgten ab 1868 Reisen durch Italien, Dalmatien und Deutschland. 
Er galt als Autor dekorativer Bildnisse mit einem „robusten Ausdruck“. Der Großteil seiner Werke befindet sich in Wien, darunter im Parlament, am Burgtheater Statuen dramatischer Künstler und Schriftsteller (S. de Prato, Calderon, Molière, Garrick), dem Wiener Hofburgtor der Herkules mit Höllenhunden oder der Feldherrenhalle des Heeresgeschichtlichen Museums  
(Porträtstatue Herbard VIII. von Auersperg, 1868), der Gänsemädchenbrunnen an der Rahlstiege, der Engelbrunnen auf der Wieden, Statuen von Liebenberg und Chaos im Festsaal des Wiener Rathauses.
Nach 1880 beteiligte er sich an der Ausstattung des Nationaltheaters in Prag (Statuen von Lumír und Záboj, Statuengruppe Oper und Drama) und des Nationalmuseums in Prag (Statuen der Tschechia, Mähren und Schlesien Tympanon und Relief der Stirnwand Wenzel II., Karl IV. und Rudolf II. sowie die Allegorien Elbe und Moldau).
Ab 1890 war er außerordentliches Mitglied der Tschechischen Akademie des Kaisers Franz Joseph für Wissenschaften, gesprochenes Wort und Kunst.

## Werke (Auswahl)

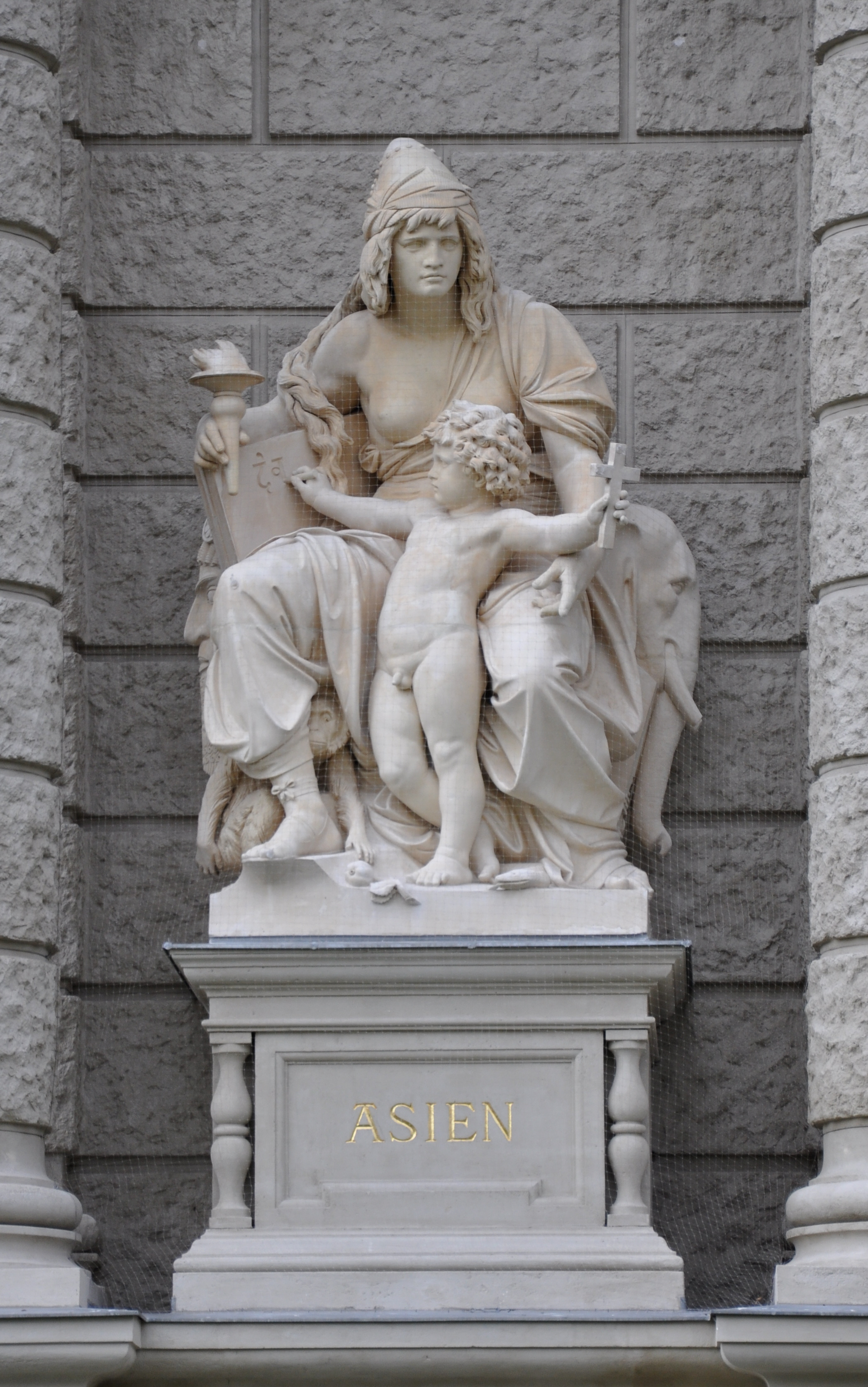
Figurengruppe „Asien“ am Naturhistorischen Museum in Wien.
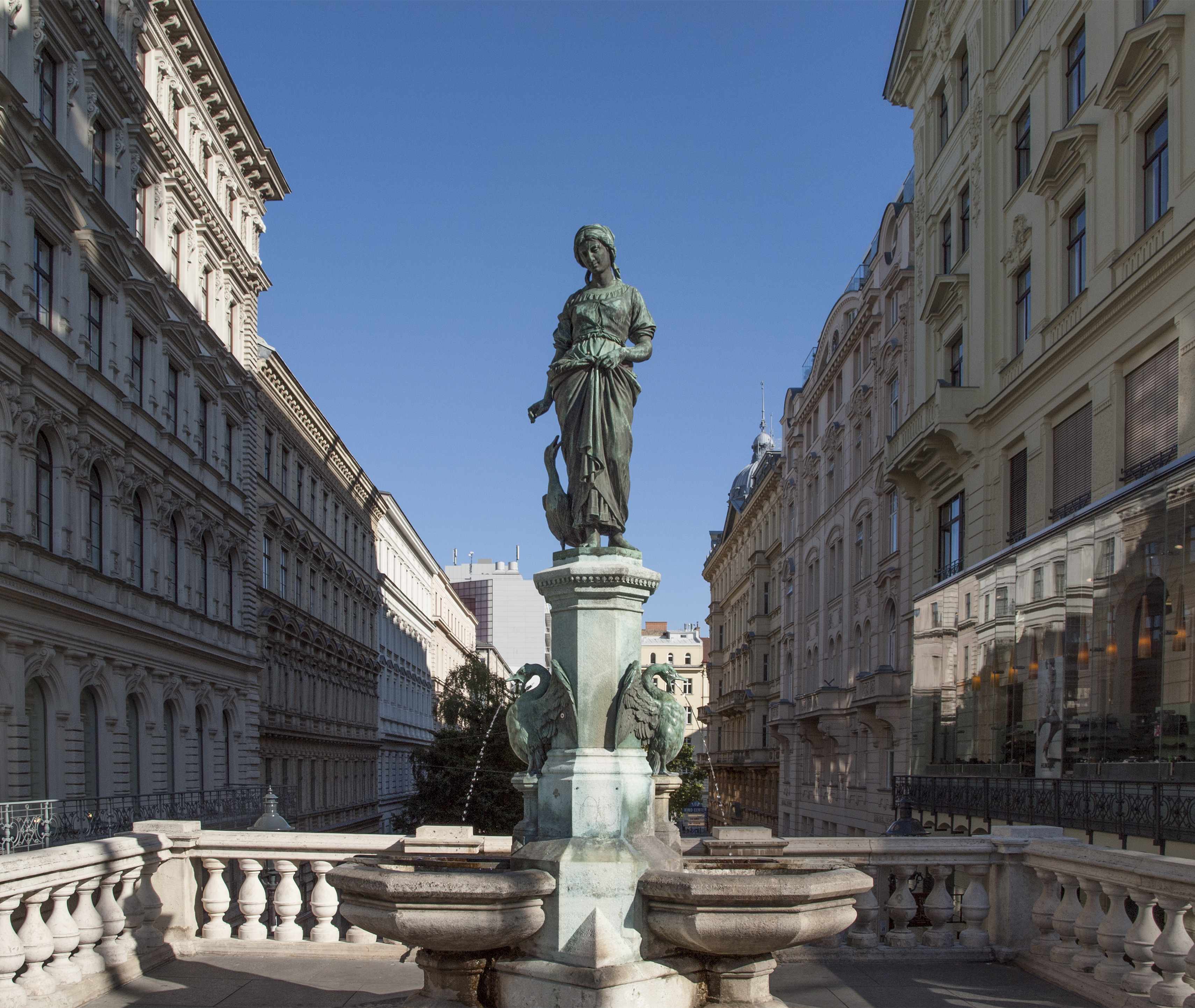
Gänsemädchenbrunnen im 6. Wiener Gemeindebezirk Mariahilf.
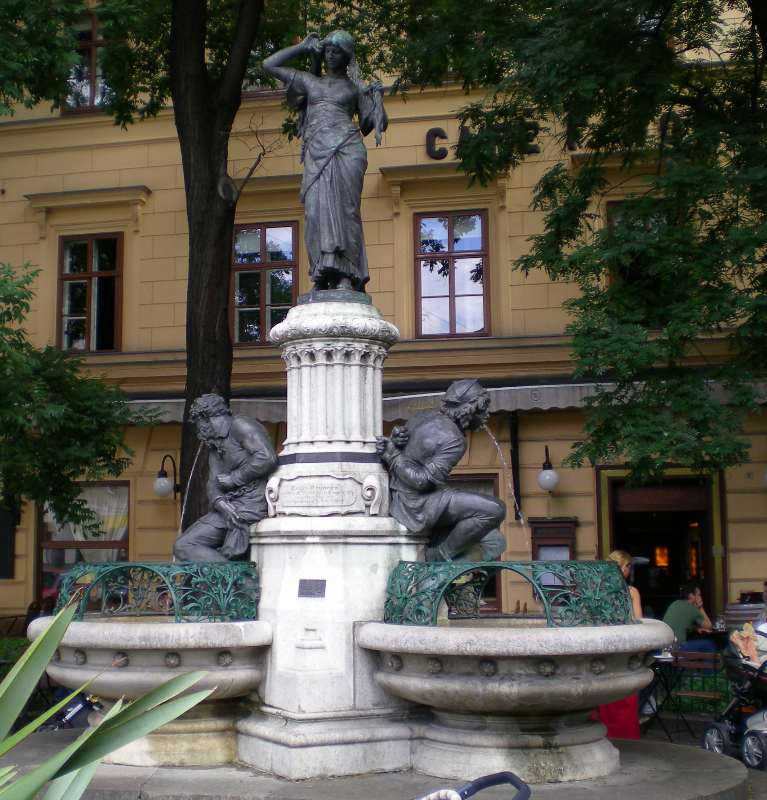
Engelbrunnen, Wiedner Hauptstrasse, Wien.
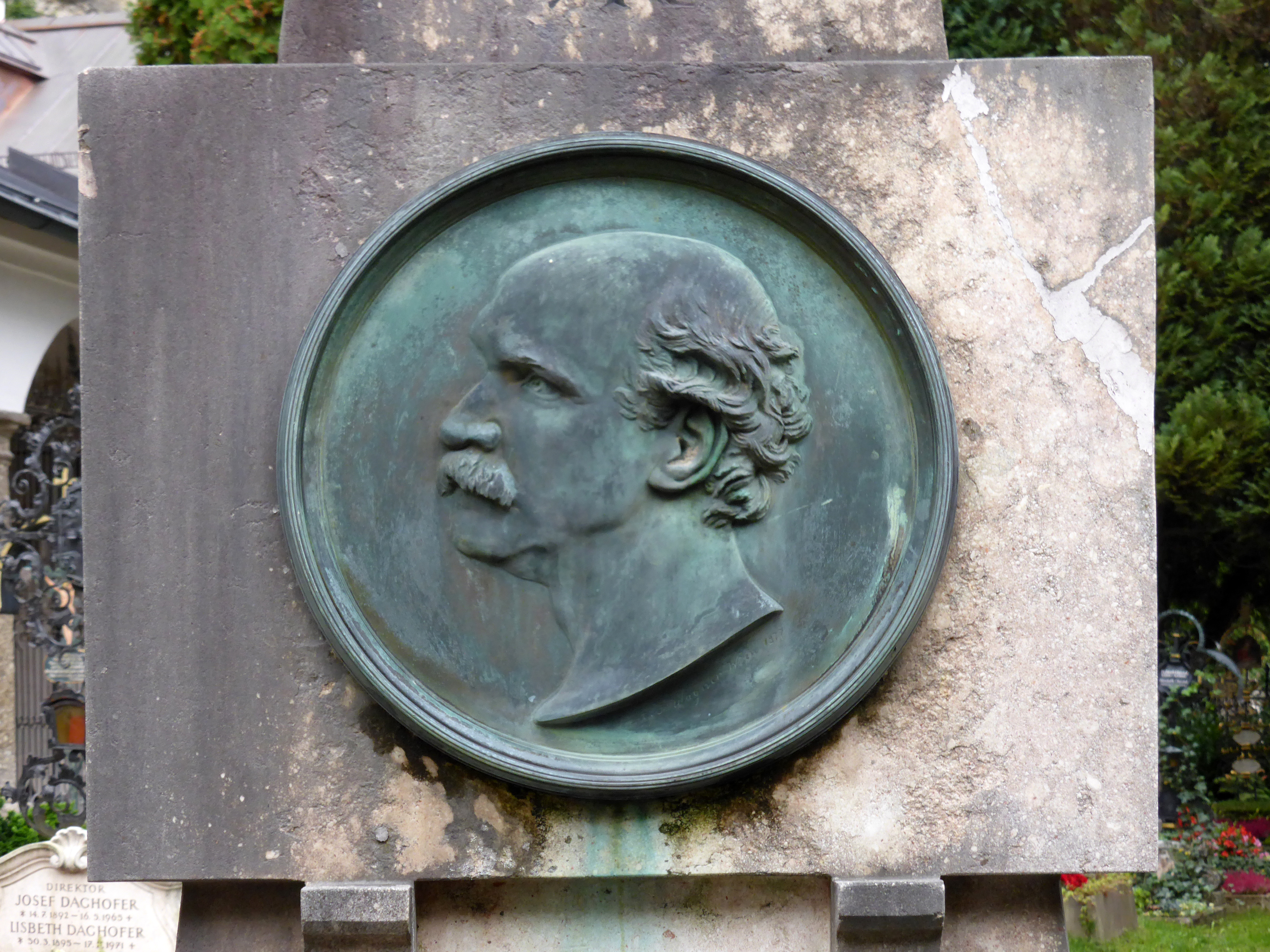
Bronzerelief, Grabmal von Anton Hansch auf dem Petersfriedhof Salzburg.
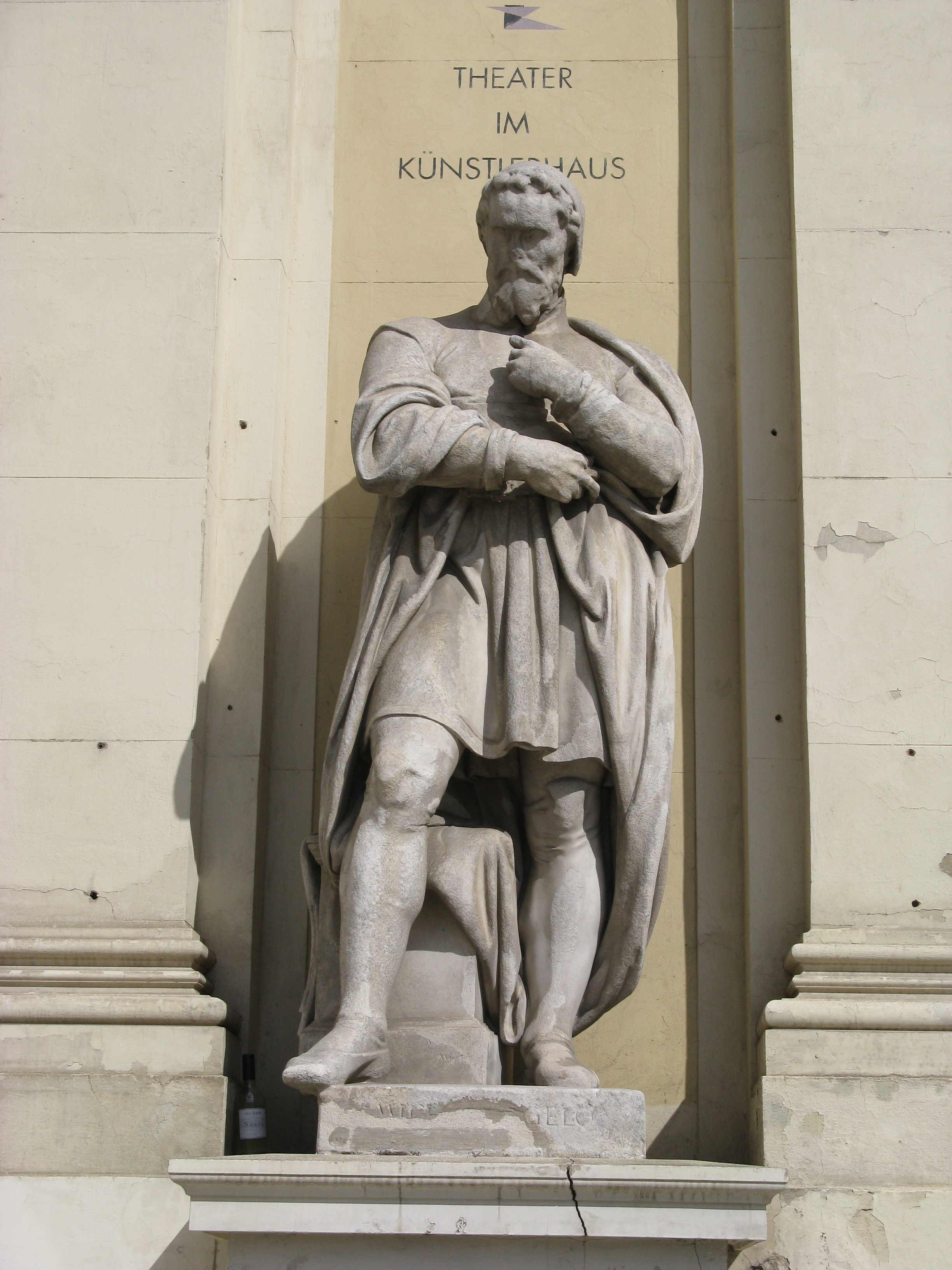
Michelangelo-Statue, Wien.